# 神医大道公前传
《神医大道公前传》，继2010年郑少秋主演《神医大道公》后的续作，讲述了大道公吴夲（又稱保生大帝）和仙女在凡间的神话传说故事。2013年6月开拍，同年9月殺青。2014年7月30日 央視八套首播。

## 播出時間及平台

### 首播
| 頻道                    | 所在地   | 播出日期                    | 播出时间                 | 備註          |
| ----------------------- | -------- | --------------------------- | ------------------------ | ------------- |
| CCTV-8                  | 中国大陆 | 2014年7月30日               |                          |               |
| MCOT Family (Number 14) | 泰國     | 2018年4月1日-2018年8月12    | 每周六和周日09.30至10.23 | อภินิหารหมอเทวะ |
| MCOT Family (Number 14) | 泰國     | 2018年10月3日-2018年1月31日 | 每周三和周四20.15至21.00 | อภินิหารหมอเทวะ |

## 剧情介绍
无玄公主（孙耀琦饰）180岁生日，医神吴夲（韩栋饰）以一朵梨花相赠，却被无玄公主点为驸马，吴夲不从。此时，魔王瘟君带领众魔攻入天庭，妄图统领三界，吴夲施计欲与之同归于尽，但是无玄公主卻误入阵法，二人一同落入凡间。吴夲和无玄公主在人間相貌未变，但是记忆全失，吴夲变身为江湖郎中，无玄公主卻心性大变，成为乖张顽劣爱钱如命的赌徒鲍大银。
某一天，当鲍大银赌博输得精光，又被马车撞伤时，吴夲好心上前扶起，却被她反咬成肇事者。不计前嫌的吴夲医好她的撞伤，鲍大银像是发现了聚宝盆，死皮赖脸要拜师学医。二人在人间再次邂逅，因此结成了一对欢喜冤家，並由此展开了一段让人啼笑皆非的姻缘。
燕城瘟疫爆发，吴夲有勇有谋，不仅拯救了燕城的百姓，还查出了瘟疫背后一桩连环凶杀案的真凶，同时更虏获了鲍大银的芳心。食神秦大悲(杜海涛饰)为了把吴夲和无玄公主重新变回神仙，与妖女青竹结成同盟，却不料青竹利用秦大悲让瘟君起死回生。重返魔界的瘟君更一心要统领三界。
同安城凶案接连爆发，吴夲被太医盖仲景(张铎饰)陷害，身陷囹圄。面对盖仲景和瘟君两方势力的围剿，吴夲带着大银一次次死里逃生。幕后主使盖仲景也渐渐浮出水面。但是，更大的危机也缓缓逼近，在瘟君的策划下，盖仲景接受了瘟君的魔鬼契约，预谋联手一统三界！然而机智的吴夲同大银、秦越和楚练，携手作战，使瘟君与盖仲景大败，变为凡人。
看似一切归于平静，然而瘟君却在谋划着自己的惊天大阴谋，利用盖仲景的魂魄，恢复了功力，从而施法使同安城百姓着魔，互相残杀。危急关头，吴夲再次挺身而出，他与鲍大银、秦越、楚练、大悲和青竹这些患难与共的小伙伴们，与瘟君展开最后一场你死我活的巅峰对决。

## 主演

### 主要角色
| 演员   | 角色         | 关系／昵称                                                                         |
| 韩栋   | 吴夲         | 原是天庭掌管医书的小神，喜歡無玄公主，因与瘟君抗衡落入凡间，成为游走四方的江湖郎中 |
| 孙耀琦 | 无玄公主     | 仙女                                                                               |
| 孙耀琦 | 鲍大银       | 市井民女，喜歡吳夲，實為天庭仙女無玄公主                                           |
| 张铎   | 盖仲景、瘟君 | 本劇超級大惡角 朝廷首席御医，瘟君的分身，城府極深，是劇中的大惡角。                |
| 杜海涛 | 秦大悲       | 天庭御厨。吴夲的知己难友。                                                         |
| 张芯瑜 | 袭月         |                                                                                    |
| 刘迪妮 | 青竹         | 瘟君的手下。喜歡秦大悲，最後秦大悲終成眷屬。                                       |
| 明俊臣 | 秦越         |                                                                                    |
| 牛飘   | 太上老君     |                                                                                    |

### 其他角色
| 演员   | 角色     | 关系／昵称                                                                                            |
| 李茜   | 楚练     | 昔日大惡角，後改邪歸正 盖仲景的女徒，崇拜盖仲景。後被安排投靠吴夲，趁机刺探消息，最后與秦越終成眷屬。 |
| 韩银龙 | 天庭总管 | |
| 任学海 | 玉皇大帝 | 無玄公主之父                                                                                          |